# Neumüllers Bryggeri

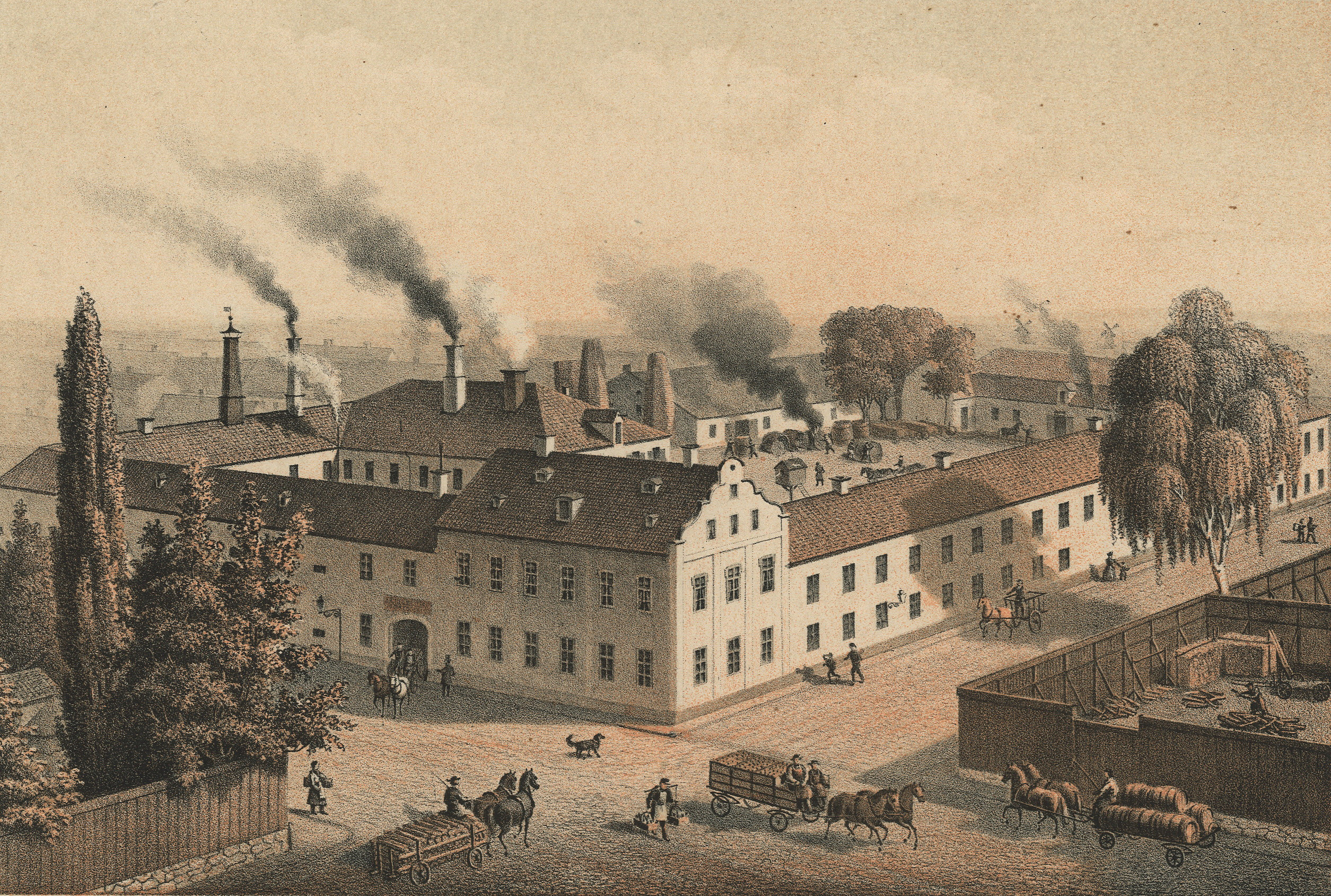
Neumüllers bryggeri på 1870-talet

Neumüllers Bryggeri var ett ölbryggeri som låg i kvarteret Formannen  mellan Åsögatan och Kocksgatan på Södermalm i Stockholm. Under olika namn fanns bryggeriet kvar till 1959.

## Historik

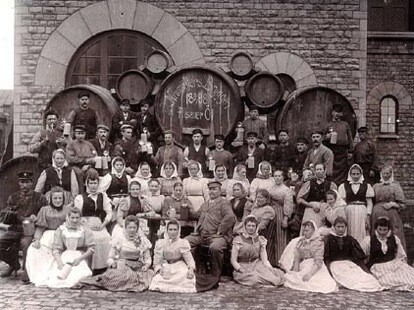
Neumüllers personal 1888

Redan på 1670-talet existerade på denna plats ett bryggeri som grundades av Per Hentzig från Linköping. År 1843 uppstod på Södermalm genom Fredrik Rosenquist och Franz Adam Bechmann Tyska Bryggeriet, ett modernt ölbryggeri som hade en enorm framgång med sin nya bayerska öl. Inspirerad av denna framgång förvärvade i oktober 1853 sockerbruksmästaren Friedrich Neumüller Hentzigs gamla bryggeri från den dåvarande ägaren Gustava Djurberg.
Friedrich Neumüller var född i Tyskland 1824 och kom till Sverige 1845, där han arbetade först på sockerbruksfirman Ahlberg  & Fagerberg. Helt utan erfarenhet av ölbryggning och utan eget kapital startade han tillverkning av underjäst bayersk öl, så kallad lageröl som hade blivit mycket populär i Sverige vid mitten av 1800-talet. Till bryggmästare hämtade han Georg Bechmann från Bayern, vilken var bror till Franz Adam Bechmann, bryggmästare på Tyska Bryggeriet.
Neumüller hade stor framgång, han byggde om och till och moderniserade anläggningen. År 1860 installerades en ångmaskin och på 1870-talet sysselsattes 36 personer i bryggeriet. Under 1873–1874 byggdes ett nytt brygghus, nya jäs- och lagerkällare samt nya tappningslokaler. Han blev miljonär och god vän med kung Karl XV. Så småningom övertog sonen Otto Neumüller verksamheten.

Några av Neumüllers öletiketter
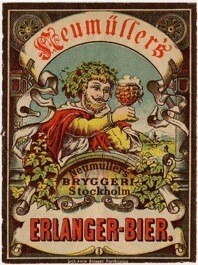
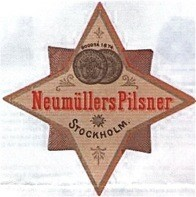
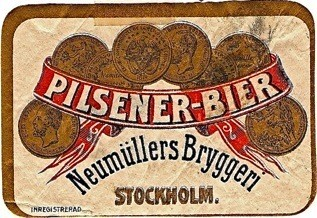
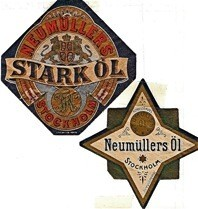

År 1889 ingick Neumüllers bryggeri i det nybildade konsortiet AB Stockholms Bryggerier. Då hade företaget 101 anställda. Efter en tvist mellan Otto Emil Neumüller och konsortiet fick namnet “Neumüller” inte längre användas på etiketterna. Nu kallades ölet för “Stjärnan” efter den stjärnformiga flasketiketten.   1929 övertog bryggeriet namnet från det nerlagda S:t Eriks Bryggeri som fanns på Kungsholmen och hette sedermera “S:t Eriks bryggeri”. Bryggeriverksamheten vid Åsögatan lades ner 1959. Mälteriet var i drift till 1962.

## Husets vidare öden
De gamla bryggeribyggnaderna i fastigheten Formannen 16 finns fortfarande bevarade och har nyttjas som bland annat kontor, skivbolag, tryckeri och sedan 1960 av möbelvaruhuset Stalands möbler. Fastigheten är blåmärkt av Stadsmuseet i Stockholm, vilket innebär "att bebyggelsen bedöms ha synnerligen höga kulturhistoriska värden".

## Bilder

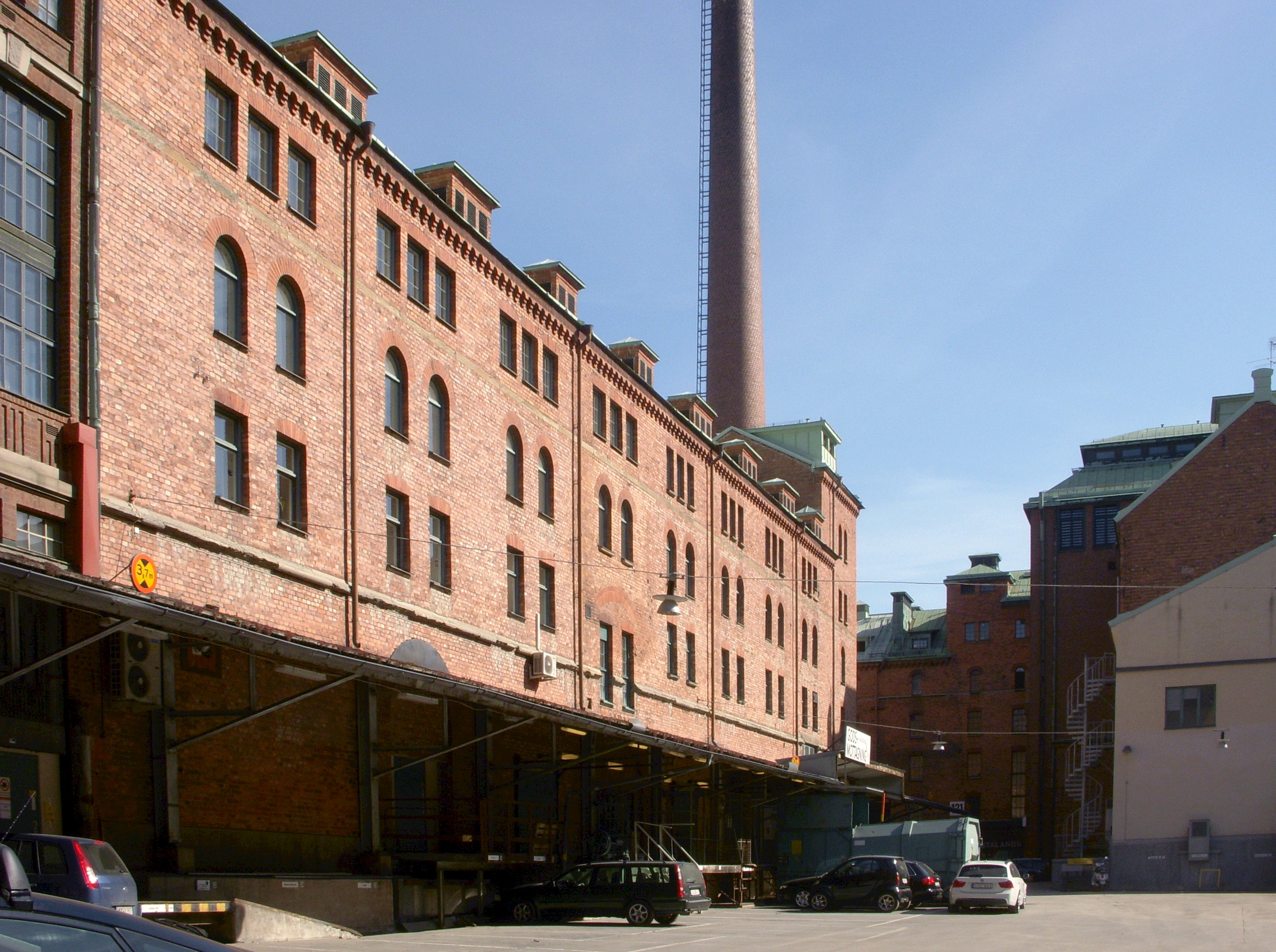
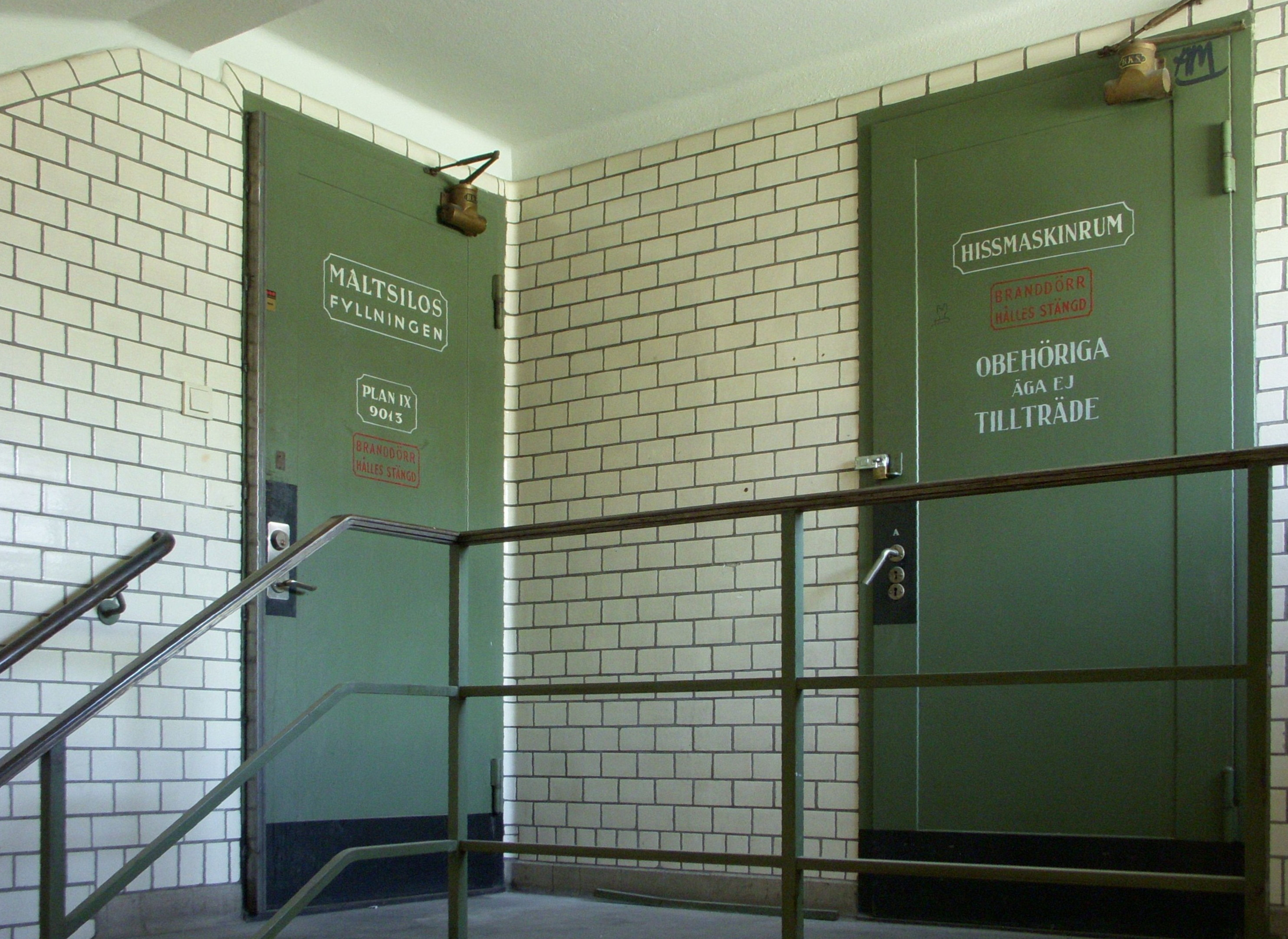
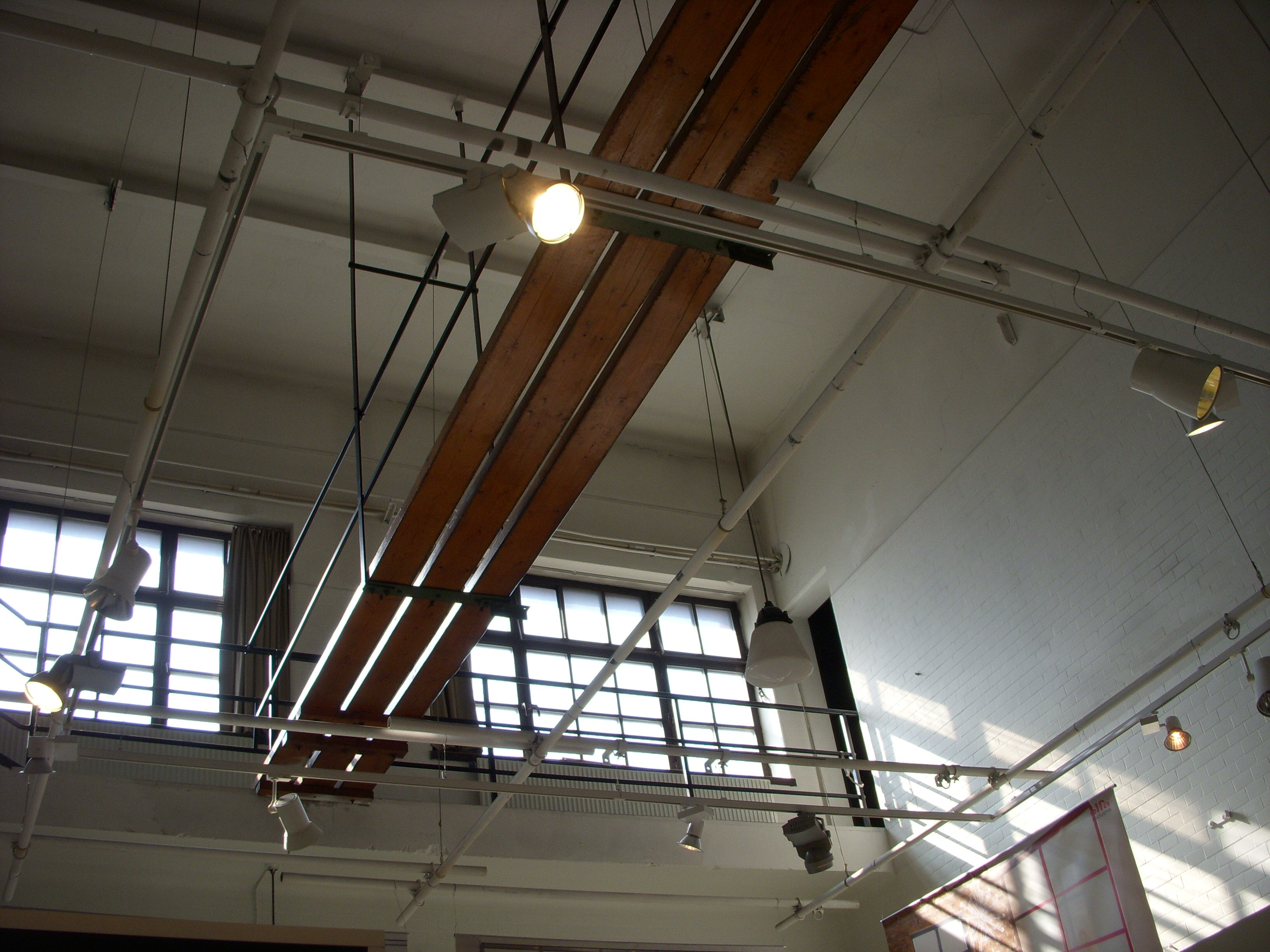
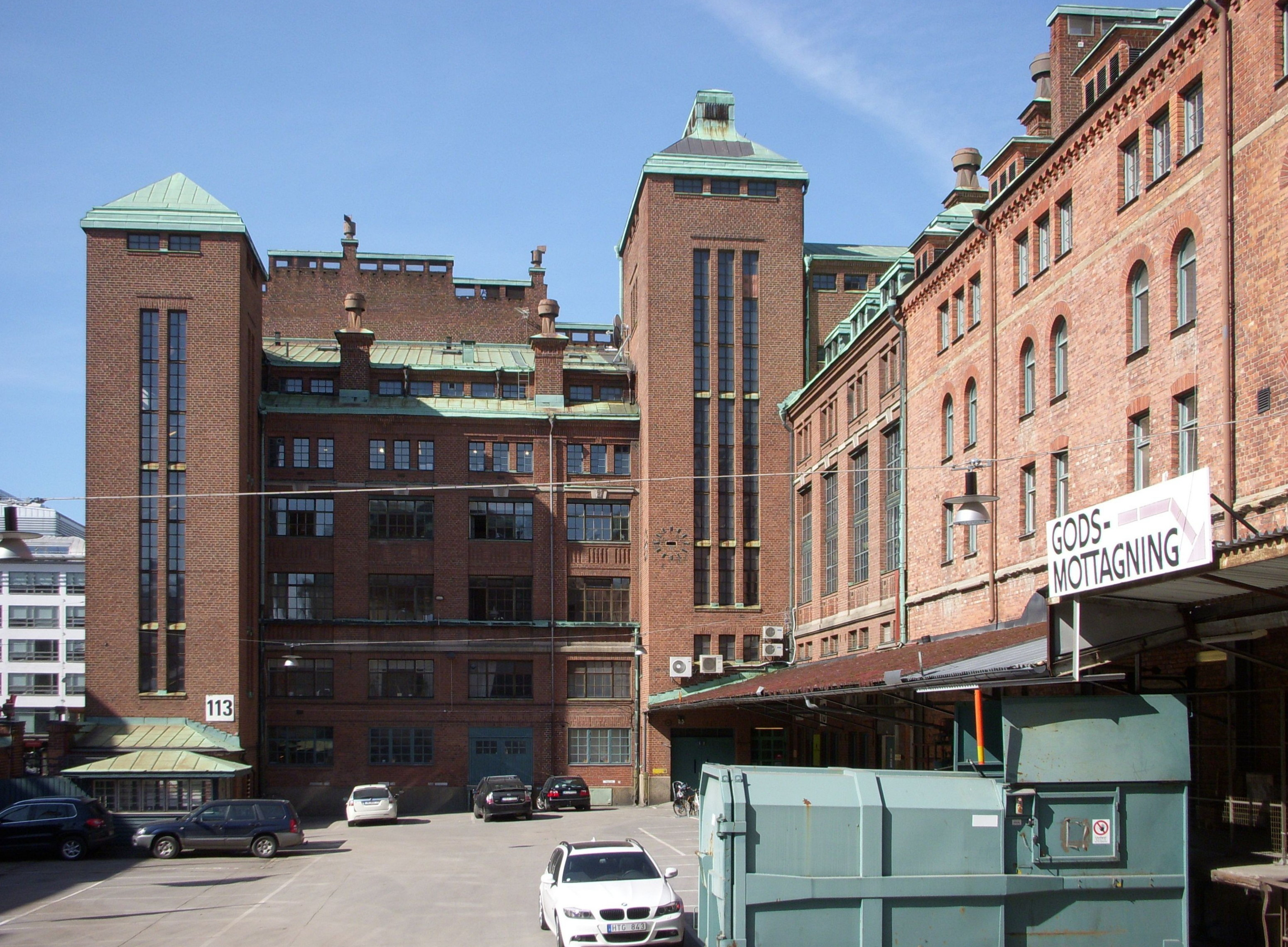
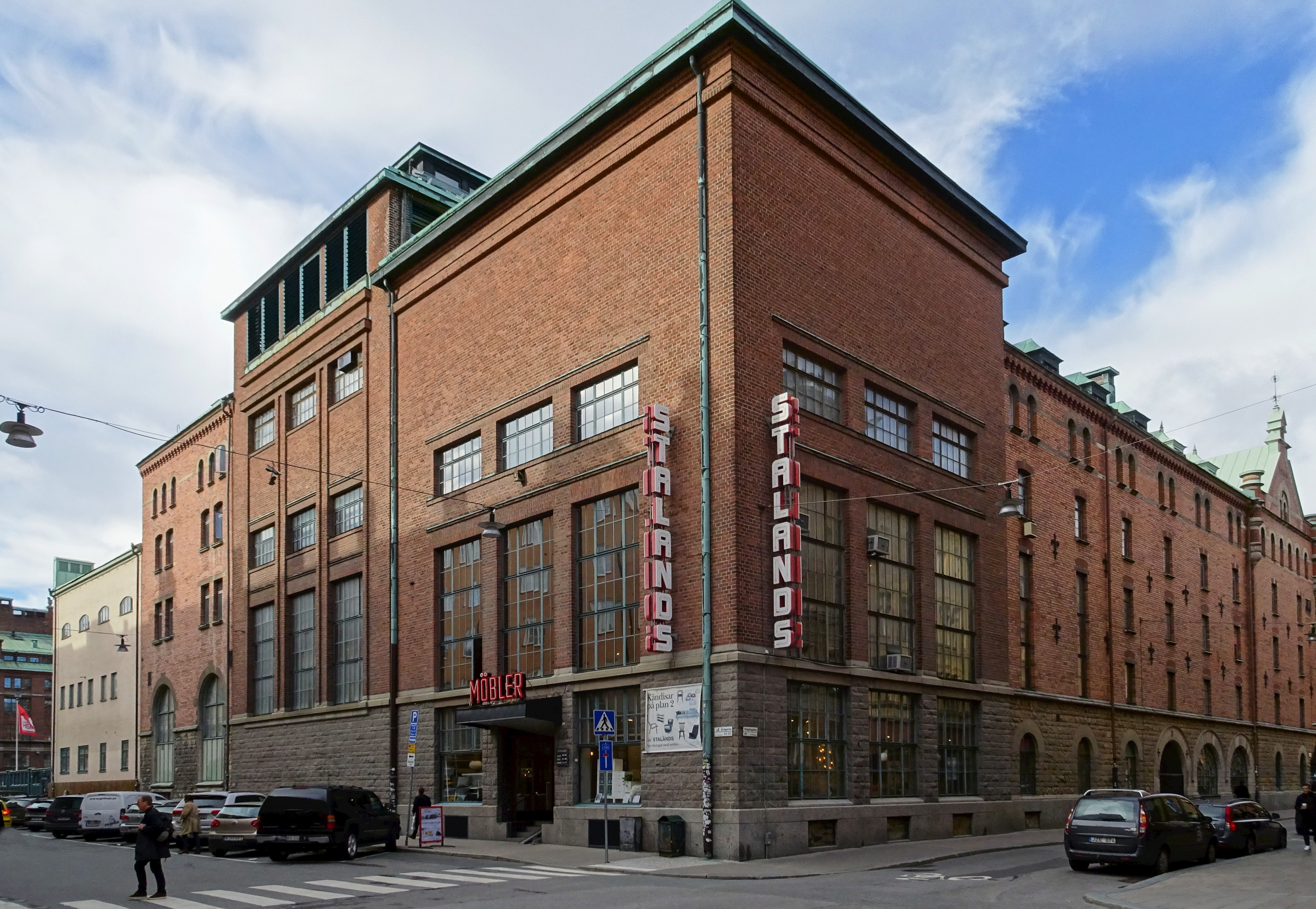